# タモリのいたずら大全集
『タモリのいたずら大全集』（タモリのいたずらだいぜんしゅう）とは、1983年から1990年まで日本テレビ系全国ネットの単発特別番組枠『木曜スペシャル』（木曜 19:00 - 20:54）で放送された日本テレビ製作のいたずらをテーマにしたお笑い特別番組で、タモリの冠番組である。通称は「いたずら大全集」。ステレオ放送、文字多重放送を実施していた。
番組ロゴマークは、アメリカ映画『ゴーストバスターズ』のそれのパロディだった。オープニングでは、各回でのゲスト出演者といたずらのあらすじが「おおブレネリ」という曲に乗せて紹介されていた。

## 出演者

### 司会
- タモリ

### ゲスト
- 所ジョージ
- 嘉門達夫
- 山本晋也
- 丹波哲郎
- 大竹まこと
- 山瀬まみ
- 松本明子
- 国生さゆり（当時おニャン子クラブ）
- ほか

## 行われたいたずらの例
- 壁から手が大量に出てくるといういたずら - アメリカの恐怖映画『死霊のえじき』のパロディ企画。
- 所ジョージが交通標識の“止まれ”を“止まろ”にかえる - 「止まれ」というのはあまりにも高圧的なのではという所の考えから。本人曰く、警察などには「無許可」で実施。
- 嘉門達夫の「あったらこわい喫茶店」いたずら - 嘉門の持ち歌「あったらコワイセレナーデ」から。
- 山本晋也の「銭湯開始シリーズ」いたずら - 男性が入浴中の温泉の男湯（当初は銭湯）に女子大生（という体裁のヌードモデル）を突然乱入させ、素っ裸で逃走させる。
- 密室風船割りいたずら - 公衆電話ボックスや局内の男子トイレの密室に入った人を閉じこめ、下のすき間からホースの付いた大きい風船を投げ入れて破裂させる。
- チョモランマの空気 - 道行く人に声をかけ、「チョモランマの空気」と称してヘリウムガスを吸わせたあとに感想を尋ねる。
- ベンチなどで寝ている人にわざわざ布団をかける - 丹波哲郎の「いたずらにも愛がなきゃいかん」との提案により実施。
- 自転車オートバイいたずら - 自転車に750CCのレース用オートバイのボディを装着した乗り物。『木曜スペシャル』のスポンサーが記されており、実際に視聴者にプレゼントされた。ただし、道路交通法に基づき、歩道や公道を走行することは不可能である。

## エピソード
フジテレビ『オレたちひょうきん族』の収録中に忍び込み、楽屋でくつろいでいる出演タレントの顔に浅野ゆう子がアイスクリームを付けられるどっきりが行われた際、ひょうきん族にレギュラー出演している島田紳助に指摘・誘導され、番組ディレクターの梅原幹と共にひょうきん族の名物コーナーだったひょうきん懺悔室へ呼ばれて水をかけられ、ずぶ濡れになったことがある。懺悔室のコーナーにフジテレビ以外の在京キー局のスタッフが出演した唯一のケースとなった。
大竹まことと山瀬まみが出演した1988年3月3日放送で、スタジオでの公開収録時に大竹と山瀬が口論になり、その際に大竹が山瀬の自前の10万円する衣装を破いたことから山瀬が泣き出す状況となった。また大竹はその後の山瀬のスタジオでの発言に対しても逆上し、番組セットの一部も損壊させた。番組はそのまま放送されたが、大竹は山瀬と山瀬が所属するホリプロから共演を拒否され、日本テレビからも出入り禁止を言い渡された（4者とも後に和解している）。
司会のタモリに関しては、1989年10月に『今夜は最高!』が終了してからは、本番組と同じく特別番組である『タモリ&さんまの爆笑タッグマッチ』（1992年放送終了）の2つのみが日本テレビ系列における出演番組となっていた。

## スタッフ
- 演出：小杉善信、梅原幹
- 構成：長谷川勝士、成田はじめ
- ディレクター：矢坂義之、磯田修、柳川剛ほか
- 制作協力：田辺エージェンシー、日企
- 製作著作：日本テレビ